# الدعارة في كينيا

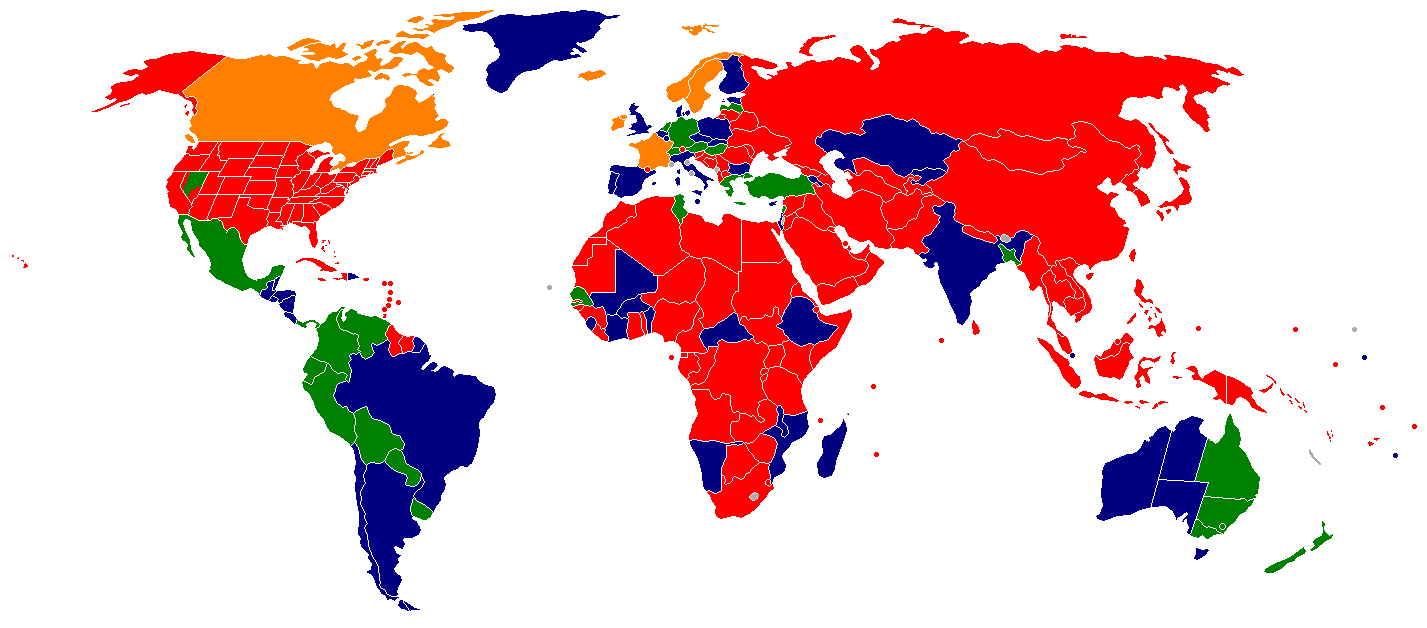
خريطة العالم تظهر الوضع القانوني للدعارة بحسب البلد:
الدعارة قانونية ومنظمة
الدعارة (مبادلة الجنس للمال) قانونية، لكن النشاطات المنظمة مثل بيوت الدعارة والقوادة غير قانونية؛ الدعارة غير منظمة
الدعارة غير قانونية
لا بيانات

الدعارة في كينيا واسعة الانتشار، الموقف القانوني لها معقد فبالرغم من عدم تجريمها من قبل القانون الفيدرالي إلا أن العديد من القوانين المحلية تراها جريمة (منعت العاصمة نيروبي كل الأعمال الجنسية في ديسمبر 2017). وفقا للبند رقم 153 و154 من قوانين الشؤون الميدانية من غير القانوني أن تنتفع من الدعارة، أو تحرض عليها، أو تساعد على نشرها سواء برضا أو بالإكراه.
لعل من أشهر الأماكن التي تنتشر فيها سياحة الجنسية هي الشواطئ التي يأتي إليها السياح رجالا وإناثا، وفقا لأخر الإحصائيات فإن ألاف من البنات والأولاد المحليين متورطين في هذا المجال بدرجة كبيرة جدا نتيجة الفقر الشديد. كما نشرت الكثير من قضايا سوء التعامل، الإبتزاز، العنف الشديد الذي تمارسه الشرطة عليهم.

## السياحة الجنسية على الشواطئ
ندد وزير السياحة الكيني الانتشار الواسع للدعارة الجنسية مع الأطفال سواء مقابل المال أو بابتزازهم وأرجع ذلك إلى الفقر وغياب جهات المراقبة.
في عام 2006، أصدرت منظمة اليونسيف دراسة تقول فيها أن 30% من الأطفال ما بين 12 إلى 18 عام في المناطق الساحلية في ماليندي، مومباسا، كيليفي ودياني قد تورطوا بشكل ما في الأعمال الجنسية.

## الدعارة والصحة
يضمن القانون الكيني توفير الرعاية الصحية للمواطنين وفقا للبند رقم 43 من الدستور الكيني، لكن هذا لا يشمل العاملين في المجال الجنسي فالخدمات المقدمة لهم محدودة. لذلك تعتبر كينيا من أكثر دول العالم من حيث انتشار فيروس العوز المناعي البشري والإيدز. أعلنت إحصائية نشرت عام 2005، أن 30% من العاملين في مجال الدعارة حاملين لأحد المرضين.
ساعد عدم استخدام الكينيون الواقي الذكري (سواء في الدعارة أو في العلاقات العامة) من انتشار الإيدز والأمراض الجنسية كالزهري. بدأت الحكومة الكينية منذ عام 2001 بتوزيع أوقية ذكرية مجانا للشعب (وصل عددها في عام 2013 إلى 180 مليون) مع حملات توعيه بأهمية استخدام وسائل الحماية. نشرت دراسة أجريت في العاصمة نيروبي عام 2015 أن ثلثي العاملات في الدعارة تستخدمن الواقي مع الزبائن، مقابل 40% من غير العاملات في هذه المهنة ولكن لديها أكثر من شريك.
لا يوجد قانون يجبر العاملات على إجراء الاختبار، فالاختبارات تطوعية. لكن من ناحية أخرى يعتبر انتقال الأمراض الجنسية والإيدز جريمة يعاقب عليها القانون وفق القانون المعلن عام 2006 لذلك يجد العاملون في هذا المجال أنفسهم مجبرين على إجراء الاختبارات. في دراسة أجريت عام 2015 في العاصمة نيروبي على العاملات في الدعارة ظهر أن 86% قد أجروا الاختبارات، بنسبة 63% في أخر 12 شهر.
لا يستطيع أحد إنكار معرفة أجهزة الشرطة بالمسؤولين عن التجارة الجنسية، فهم شركاء معهم في هذه الجريمة إما بالمال المباشر أو بعدم رغبه الدولة في خسارة ألاف الدولارات القادمة من السياح الأجانب التي سيؤثر فقدها سلبا على الاقتصاد الكيني متناسين الضرر الواقع على الصغار والشباب.

## الاتجار بالبشر
يمكن اعتبار كينيا مصدر للاتجار بالبشر، محطة عبور ووصول للرجال، النساء والأطفال المستعبدين بغرض التجارة الجنسية. يلاحظ مؤخرا زيادة عدد الأولاد المستعبدين حيث كثر استغلال الأولاد والبنات بموافقة الأهل في الإعلانات الجنسية داخل كينيا، السياحة الجنسية في نيروبي، كيزيمو والشواطئ خصوصا في المستوطنات غير الرسمية. كما يتم استغلال الأطفال في التجارة الجنسية من أناس يعملوا في زراعة القات (مخدر) بالقرب من مناجم الذهب في غرب كينيا.
يتم تهجير الكينيون بطرق شرعية أو غير شرعية بحثا عن عمل من خلال وكالات التوظيف أو التطوع للسفر إلى أوروبا، والولايات المتحدة، وجنوب شرق أسيا والشرق الأوسط ولا سيما السعودية، ولبنان، والكويت، وقطر، الإمارات العربية المتحدة وسلطنة عمان ليجدوا أن العمل هو إما في صالات المساج أو في بيوت الدعارة، كما أعلنت بعض التقارير أنه يتم وعد الكينيون المثليون أو مزدوجي التوجه الجنسي بتوفير عمل مناسب لهم في البلاد الأوروبية إذا تركوا الجامعة وعند تركها يجبروا على السفر ليمارسوا الجنس في قطر والأمارات العربية المتحدة. بينما تجبر النساء الكينيات للممارسة الدعارة في تايلاند بعد نقلهم بواسطة التجار النيجيريين والأوغنديين.
يتم أيضا استغلال معسكرات اللاجيئن في داداب وكاكوما لغرض التجارة الجنسية مثلها مثل المعسكرات في شرق أفريقيا وجنوب السودان غير السفن التي تصدر البضائع إلى الصومال وتعود بالفتيات والنساء ليعملوا في بيوت الدعارة في نيروبي أو مومباسا. كما يتم إجبار النساء الهنديات والنيباليات للعمل في نوادي الرقص أو ممارسة الدعارة في نيروبي ومومباسا لشراء أنفسهن ممن اشتروهم.

## مؤلفات
- Robinson: Risk-Coping through Sexual Networks. 2011
- Nairobi Nights: Blog of a Nairobi sex worker
- Luise White: The Comforts of Home: Prostitution in Colonial Nairobi. University of Chicago 1990
- Kenyan Society: Mungiki, Polygamy in Kenya, Gadaa, Prostitution in Kenya, Kumi Kumi, Olor. LLC Books
- Anatomy of prostitutes and prostitution in Kenya. University of Nairobi 1973
- 'Prostitution', 'Risk,'and 'Responsibility': Paradigms of AIDS Prevention and Women's Identities in Thika, Kenya, K Kielmann, in An anthropology of infectious disease: international health perspectives, By Marcia Claire Inhorn, Peter J. Brown. Routledge 1997
- Anatomy of Prostitutes and Prostitution in Kenya. JM Gachuhi 1973. Institute for Development Studies,

### التاريخ
- Prostitution, Identity, and Class Consciousness in Nairobi during World War II. Luise White. Signs. Vol. 11, No. 2 (Winter, 1986), pp. 255–273
- Women's domestic labor in colonial Kenya: Prostitution in Nairobi, 1909-1950. Luise White, Boston University 1980

## وصلات خارجية
- الدعارة حسب البلد
- السياحة الجنسية في كينيا
- إ رتفاع نسبة السائحات البيض الباحثات عن المتعة

فيديوهات
- 10 أماكن في كينيا تنتشر فيها الدعارة
- تقرير عن أزمة الإتجار بالأطفال في كينيا